# Havasnagyfalu
Havasnagyfalu (1899-ig Marisel, románul Mărișel, németül Marischel) település Romániában Kolozs megyében, az azonos nevű község központja. Egyike annak a 14 településnek, amelyek a megyében  GMO-mentes régiót alakítottak.

## Fekvése
Kolozs megye északnyugati részén helyezkedik el, Kolozsvártól 50, Bánffyhunyadtól 40 kilométer távolságra a Gyalui-havasokban. Szomszédos községek délen Reketó, északon Roska, keleten Gyalu, nyugaton Jósikafalva.

## Népessége
A 2011-es népszámlálás adatai alapján a község népessége 1488 fő volt, amely csökkenést jelent a 2002-ben feljegyzett 1670 főhöz képest. A lakosság túlnyomó többsége román (98,19%). A vallási hovatartozás szempontjából a lakosság többsége ortodox (92,94%), emellett jelen van egy pünkösdista kisebbség is (5,17%).

## Története
Egy magyar szempontból emlékezetes esemény fűződik a településhez.  Határában a Fântânel-fennsíkon esett el honvéd szabadcsapata élén 1849. július 5-én Vasvári Pál, a Pilvax-kör vezéralakja, a márciusi ifjak egyike. 
A falunak 1910-ben 2202, túlnyomórészt román lakosa volt. A trianoni békeszerződésig Kolozs vármegye Gyalui járásához tartozott. 1992-ben 1951 lakosából 1950 román és 1 magyar volt.

## Nevezetességei
- Vasvári Pál emlékére tisztelői a Fântânel-fennsíkon halálának helyén emlékoszlopot állítottak. Az oszlopot az elmúlt évtizedekben többször is sikertelenül keresték. Valószínűleg elpusztult, helyére egy fűrészgyár épült. Ma a körösfői református templom előtt áll egy emlékére készített kopjafa.
- A romániai műemlékek jegyzékében:[5]
  - Avram Iancu keresztje (LMI-kódja CJ-IV-m-B-07684)
  - Pelaghia Roșu sírja (CJ-IV-m-B-07685)
- Jókai Mór Erdély aranykora című művében 'Marisel' néven szerepelteti helyszínként a falut.